# Dullin
Dullin é uma comuna francesa na região administrativa de Auvérnia-Ródano-Alpes, no departamento de Saboia. Estende-se por uma área de 5,31 km². Em 2010 a comuna tinha 467 habitantes (densidade: 87,9 hab./km²).